# أدب مصاص الدماء

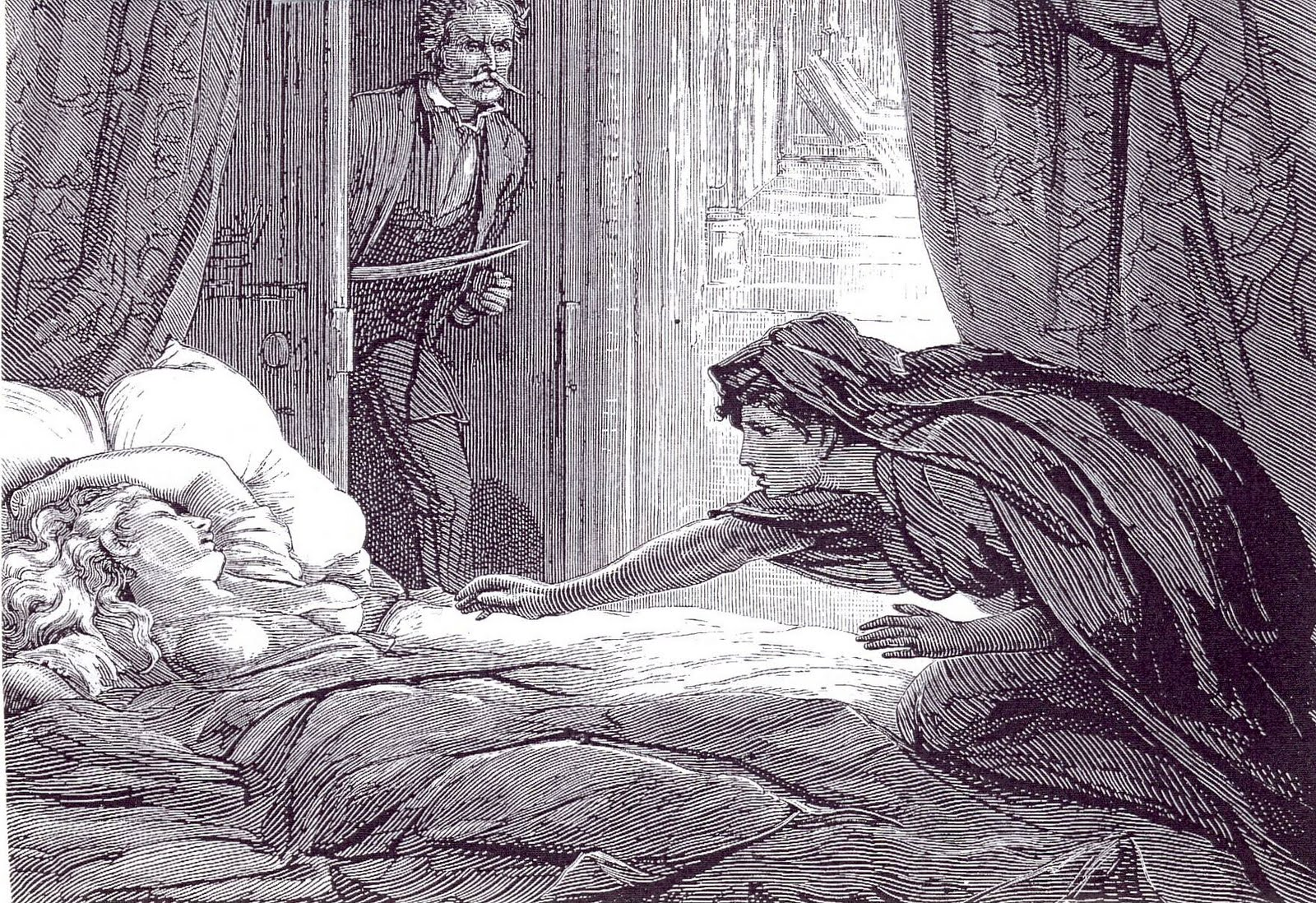
عمل فني مبني على رواية Carmilla لشيريدان لو فانو، عمل مؤثر مبكر لأدب مصاص الدماء.

أدب مصاص الدماء (Vampire literature) يغطي طيف من العمل الأدبي المعني أساسا بموضوع مصاصي الدماء. ظهر هذا الأدب أول مرة في شعر القرن ال18، قبل أن يصبح واحدا من أركان الرعب القوطي مع منشورات مثل رواية The Vampyre للكاتب الإنكليزي جون وليام بوليدوري في 1819، التي كانت مستوحاة من حياة وأسطورة اللورد بايرون. أعمال مؤثرة تشمل Varney the Vampire في 1847 و Carmilla في 1872، وتحفة هذا الأدب: دراكولا ل‌برام ستوكر.
في السنوات اللاحقة ظهر تمثيل جديد يشمل كائنات فضائية وحتى النباتات مع قدرات مصاصة دماء. كائنات أخرى تتغذى على الطاقة بدلاً من الدم.